# Gle Seuneungoh Kota
Gle Seuneungoh Kota är ett berg i Indonesien.   Det ligger i provinsen Aceh, i den västra delen av landet, 1 800 km nordväst om huvudstaden Jakarta. Toppen på Gle Seuneungoh Kota är 543 meter över havet.
Terrängen runt Gle Seuneungoh Kota är kuperad.Runt Gle Seuneungoh Kota är det ganska tätbefolkat, med 96 invånare per kvadratkilometer. I omgivningarna runt Gle Seuneungoh Kota växer i huvudsak städsegrön lövskog.